# 藤原是助の乱
藤原是助の乱（ふじわらのこれすけの らん）は、天慶10年2月14日（ユリウス暦947年3月9日）からおよそ2か月間にわたって伯耆国で起きた争乱。

## 乱の概要
『日本紀略』の天暦元年2月14日条には（この年4月22日に改元あって天慶10年が天暦元年になっている）、この日伯耆国の豪族・藤原是助が400余人の兵卒をもって物部高茂・物部忠明父子の舎屋などを焼いたと馳訳使が報告した旨が記載されている。是助が高茂・忠明父子を襲撃した理由は書かれていないが、後に物部忠明が「前司忠明」と記されていることから、土着した前任の国司が任期中の未納分徴収が紛争の原因ではないかと史家は推測している。
この報告から2日後の2月16日には関白・藤原忠平に勅使が出され、因幡・出雲・美作に官符が発せられている。このことは、この乱が周辺諸国に波及する恐れのあるものだったことがうかがえる。2か月後の4月3日、今度は忠明が報復として是助と関係のある人物と見られる賀茂岑助を殺害したとを伯耆守実平が報告している。忠明は押領使に任命され、是助の乱を鎮圧したという。
しかしこれら『日本紀略』の断片的な記事からこの乱のその背景を推察するには限りがある。現在では「土着した前司とその搾取に反発する地方豪族との私闘」と考えられており、この4月3日の報告を最後に是助の乱に関する直接的な記事は見られなくなるが、この乱の影響は伯耆国内のみならず周辺諸国まで波及していった。

## 乱の影響
この乱の影響と見られるものは早くも翌年から散見する。天暦2年12月28日（949年1月）に発せられた太政官符によれば伯耆国国分尼寺の焼失と再建について民衆は前年の争乱と不作で耐えられないとあり、伯耆国の民衆は是助の乱と不作によって疲弊してしまっていたことが分かる。また、国分尼寺の焼失に関してもおそらく是助の乱によって焼失したものであると考えられることから、乱は久米郡にある伯耆国衙周辺で行われたことが推察できる。また、天暦6年11月9日（952年11月）の太政官符では出雲国に押領使を設置することが許可されており、ここには美作と伯耆には天暦6年の時点で既に押領使が置かれていることが記されている。このことからも乱の影響は後々まで続き、周辺諸国の治安を悪化させる原因になっていたと考えられる。